# Rudolf Adrianus Jolie
Ruud Jolie (nacido con el nombre Rudolf Adrianus Jolie 19 de abril de 1976) es el principal guitarrista de la banda neerlandesa de metal sinfónico, Within Temptation.

## Infancia
Ruud desde niño tocaba el teclado, pero descubrió su pasión por la guitarra poco después de que asistió a un concierto de Iron Maiden. Ruud se inscribió en una escuela universitaria donde le ensañaron a tocar la guitarra. Él se graduó en 1999.

## Within Temptation
Ruud se suma a Within Temptation en el verano del 2001 en un concierto en México, D. F., reemplazando al guitarrista anterior. En el viaje se dio cuenta de que quería ser un miembro más de la banda. Within Temptation ya tenía guitarrista permanente, pero afortunadamente cuando se va de regreso a su casa tiene un llamado de Robert Westerholt informándole que ya era miembro de la banda.

## Carrera Solista
Ruud anuncia en su blog de MySpace que en septiembre de 2007 iba a lanzar su proyecto For All We Know. En 2011 finalmente es lanzado su álbum debut.

## Equipamiento
Ruud utiliza las guitarras Setius de 6 a 7 cuerdas y las modelos Regius también de 6 a 7 cuerdas.El utiliza también la guitarra, Paul Reed Smith la Gibson. Él usa Mesa Boogie y la Diezel VH-4.

## Discografía
For All We Know
- For All We Know			2011
- Take Me Home			2017

con Within Temptation
- Mother Earth Tour 2002
- Running Up that Hill (EP) 2003
- The Silent Force 2004
- The Heart of Everything 2007
- Black Symphony 2008
- An Acoustic Night at the Theatre (2009)
- The Unforgiving (2011)
- Paradise (What About Us?) (EP) (2013)
- Hydra (2014)
- Resist (2019)
- Bleed Out (2023)

Con otras bandas
- The Outsidaz					(2001)		The Outsidaz
- Attacks When Provoked         	 	        (2002)		Lieke
- All in Hand   				        (2002)		Rosemary’s Sons
- Luidkeels     				        (2003)		Vals Licht
- Woensdag Soundtrack				(2004)		Asura Pictures
- The Rebel in You                                  (2006)            Yellow Pearl
- Live in Europe                                    (2010)            Anneke van Giersbergen & Agua De Annique
- Mind the Acoustic Pieces                      (2010)            Maiden uniteD
- League of Lights (2011) League of Lights
- Weightless Blood                                  (2012)            Rani Chatoorgoon
- Across The Seventh Sea                            (2012)            Maiden uniteD
- Samsara                                           (2016)            Rani Chatoorgoon